# ورزشگاه مجموعه ورزشی المپیک سالیان
ورزشگاه مجموعه ورزشی المپیک سالیان (انگلیسی: Salyan Olympic Sport Complex Stadium) یک ورزشگاه در شهر سالیان در کشور جمهوری آذربایجان است پیشتر میزبان بازیهای باشگاه فوتبال مغان بود.